# Sinofobia y sentimiento antiasiático por la pandemia de COVID-19

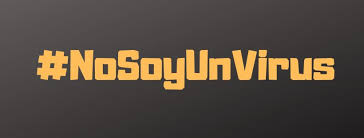
1. NoSoyUnVirus, versión en español de la campaña en redes sociales y plataformas digitales contra el sentimiento antichino que se originó a raíz de la epidemia de coronavirus.

La sinofobia y sentimiento antiasiático por la pandemia de COVID-19 representa un aumento de prejuicio, xenofobia y racismo contra el pueblo chino, así como otros de Asia Oriental en varias partes del mundo, especialmente en Occidente y entre naciones asiáticas.
Algunos entes occidentales salieron a la defensa de la China.  En el contexto político de las crecientes críticas a China a principios de 2021, la revista médica inglesa The Lancet publicó una declaración en «apoyo de los científicos, empleados gubernamentales y profesionales médicos» de China.

## Contexto
El estigma y el sentimiento antichino que surge a raíz del COVID-19 se exacerbó con un vídeo viral en las redes sociales que muestra a un influencer chino comiendo un plato de sopa de murciélago. El vídeo se presentó como evidencia de hábitos alimenticios chinos «repugnantes», aunque se grabó hace más de tres años antes de la nueva epidemia de coronavirus y en Palaos, una nación oceánica del océano Pacífico donde la sopa de murciélago es un manjar. En Reddit, el hilo r/China_flu contribuye a los ataques xenófobos ya que el nombre del subreddit sugiere que solo los chinos contraerán el coronavirus.

## Incidentes globales

### Australia
El 26 de enero de 2020, dos de los periódicos de mayor circulación de Australia publicaron titulares provocativos. El titular del Herald Sun de Melbourne decía: «pandamonio del virus chino», un error ortográfico a propósito del «pandemonio» y aludía a los pandas nativos de China, mientras que el del The Daily Telegraph de Sídney añadía: «Los niños de China se quedan en casa». Una de las consecuencias de la publicación de estas noticias fue una petición exigiendo la disculpa de estos medios, que recogió más de 51.000 firmas.
En un supermercado Woolworths de Port Hedland (Australia Occidental), una persona informó de un incidente en el que un miembro del personal prohibió la entrada a clientes que parecían ser de ascendencia asiática, alegando que era para prevenir la propagación del nuevo coronavirus. Un testigo del incidente presentó una queja que fue confirmada por Woolworths, quien confirmó que el miembro del personal se había equivocado, se disculpó por el incidente y dijo que estaban llevando a cabo una investigación completa del incidente.
Ravenswood School for Girls, una escuela privada de la costa norte de Sídney, pidió a una estudiante surcoreana que abandonase su dormitorio, a pesar de que no había estado en China desde que visitó Shanghái en octubre de 2019 y fue autorizada médicamente cuando llegó a la escuela.
Ha habido un número cada vez mayor de informes en los que miembros de las comunidades sino-australiana y asiático-australianas en general han sido víctimas de insultos racistas, algunos de los cuales equivalen a ataques físicos, incluidas sugerencias en redes sociales de eliminar a la raza china y «quemar China» para acabar con la epidemia.

### Alemania
La embajada china de Berlín ha presenciado un aumento en los casos hostiles contra sus ciudadanos desde el brote de coronavirus. El 1 de febrero de 2020, en Berlín, según los informes, un ciudadano chino de 23 años recibió insultos racistas y fue golpeado por dos asaltantes desconocidos en un incidente clasificado por la policía como «xenófobo». Un residente en Alemania de ascendencia asiática dijo: «Con este reciente brote de coronavirus, el "racismo contra las personas de ascendencia asiática" ha empeorado... Básicamente estamos atrapados entre ser ridiculizados y ser el receptor del asco».
La revista semanal Der Spiegel ha publicado una controvertida portada que algunos han considerado que culpa a China del brote y alimenta la xenofobia.

### Canadá
El sitio web de Toronto BlogTO señaló un estigma asociado a la comida china similar a lo que sucedió durante el brote de SARS de 2003. Se publicaron comentarios racistas en su Instagram sobre un nuevo restaurante chino, que algunos carteles instaron a los comensales a evitar porque «puede tener piezas de murciélagos o cualquier otra cosa que coman». Los usuarios de Instagram también comentaron una foto de un restaurante chino de Toronto, haciendo comentarios como: «¡No coman murciélagos por favor! ¡Así es como comenzó el coronavirus en China!».
Frank Ye, un estudiante de la Escuela Munk de Asuntos Globales y Políticas Públicas de la Universidad de Toronto, dijo a CBC Radio que sus amigos asiáticos canadienses han sido testigos de personas que se alejan de ellos o se callan la boca. Un hombre le pidió a su madre, una enfermera en un hospital de Toronto, una máscara porque «había tantos chinos por aquí».
Peter Akman, un reportero que estaba con la CTV Television Network, tuiteó una imagen de su barbero asiático con máscara que decía: «Ojalá todo lo que obtuve hoy sea un corte de pelo». Akman fue despedido después de que el tuit se volviera viral.
Se creó una petición en línea instando a las escuelas a prohibir el ingreso de estudiantes chinos. Una junta que representa a 208 escuelas en Toronto condenó la petición, diciendo que incitaba al racismo y al prejuicio.
El primer ministro Justin Trudeau condenó el racismo contra los canadienses chinos durante un festival del Año Nuevo Lunar en Toronto.
El 5 de febrero de 2020, después de que se publicase un titular de primera plana en el The Province, un periódico de la Columbia Británica, que decía «Segundo caso del virus de China en CB», el cónsul general de China en Vancouver, Tong Xiaoling, exigió una disculpa de The Province. Añadió: «Es discriminatorio y poco profesional» lo realizado por el medio canadiense. El 8 de febrero, Harold Munro, editor jefe del Vancouver Sun y The Province, dijo que referirse al nuevo coronavirus como el virus de China era una forma de localizar geográficamente el origen del virus, no discriminar.

### Chile
El principal hecho es la aparición de diversos panfletos xenófobos en Villa Alemana (parte del área metropolitana de Valparaíso). Los panfletos señalaban a los ciudadanos de origen chino como responsables de extender la pandemia en el país. Causó conmoción en los habitantes de la comuna, que al percatarse de la situación hicieron las denuncias pertinentes.

### Corea del Sur
Una entrada a un restaurante surcoreano del centro de Seúl tiene un letrero con caracteres chinos en rojo que dice «No se permiten chinos».
Según los informes, más de medio millón de ciudadanos surcoreanos firmaron una petición al gobierno para que prohibiese la entrada de turistas chinos al país.

### Ecuador
Entre enero y febrero de 2020, después de la sospecha de que un ciudadano ecuatoriano llegó a Ecuador con síntomas del virus, la afluencia de personas hacia los chifas de dicho país decreció en un 70 %. Diversos comentarios indican que «prefieren no comer en lugares chinos» por miedo al coronavirus. Tanto autoridades como medios de comunicación pidieron mantener la calma ante estos casos. El diario Extra de Guayaquil informó que la mayoría de chifas en el país tienen como empleados a ciudadanos ecuatorianos y los chinos que están en dichos negocios, en su mayoría, no han pisado China hace ya años.

### Estados Unidos
En una infografía sobre reacciones comunes a la nueva epidemia de coronavirus publicada por los Servicios de Salud de la Universidad de California, Berkeley, la escuela aconsejó que la «Xenofobia: temores de interactuar con aquellos que podrían ser de Asia y la culpa por estos sentimientos» es normal.
En septiembre de 2020 un hombre prendió fuego a dos estudiantes asiáticos de la universidad de Berkeley.  Citando el caso, se propuso y aprobó en el Senado estudiantil que la universidad impusiese entrenamiento anti-xenofóbico a todos los estudiantes.  El afroestadounidense fue condenado a cero días de cárcel.
Un niño de ocho años de ascendencia mixta fue visto en un Costco en Issaquah, Estado de Washington, con una máscara y un trabajador de muestra le dijo que «se fuera porque puede ser de China».
Una mujer vietnamita-estadounidense vio cientos de comentarios en su vídeo de TikTok sobre comer phở como «¿Dónde está el murciélago en ese plato de sopa»; «Es claramente la era del coronavirus».
Un hombre informó que los epítetos raciales se difundieron en Twitter.
Una mujer en el metro de la ciudad de Nueva York fue atacada verbalmente por un hombre que gritaba sobre el coronavirus. Otra persona, en otro incidente, fue atacada por el mismo motivo.
El barrio chino de Houston sufrió un descenso en el número de clientes luego de que personas difundieran falsa y maliciosamente rumores en línea sobre un brote del coronavirus en el lugar.

### España

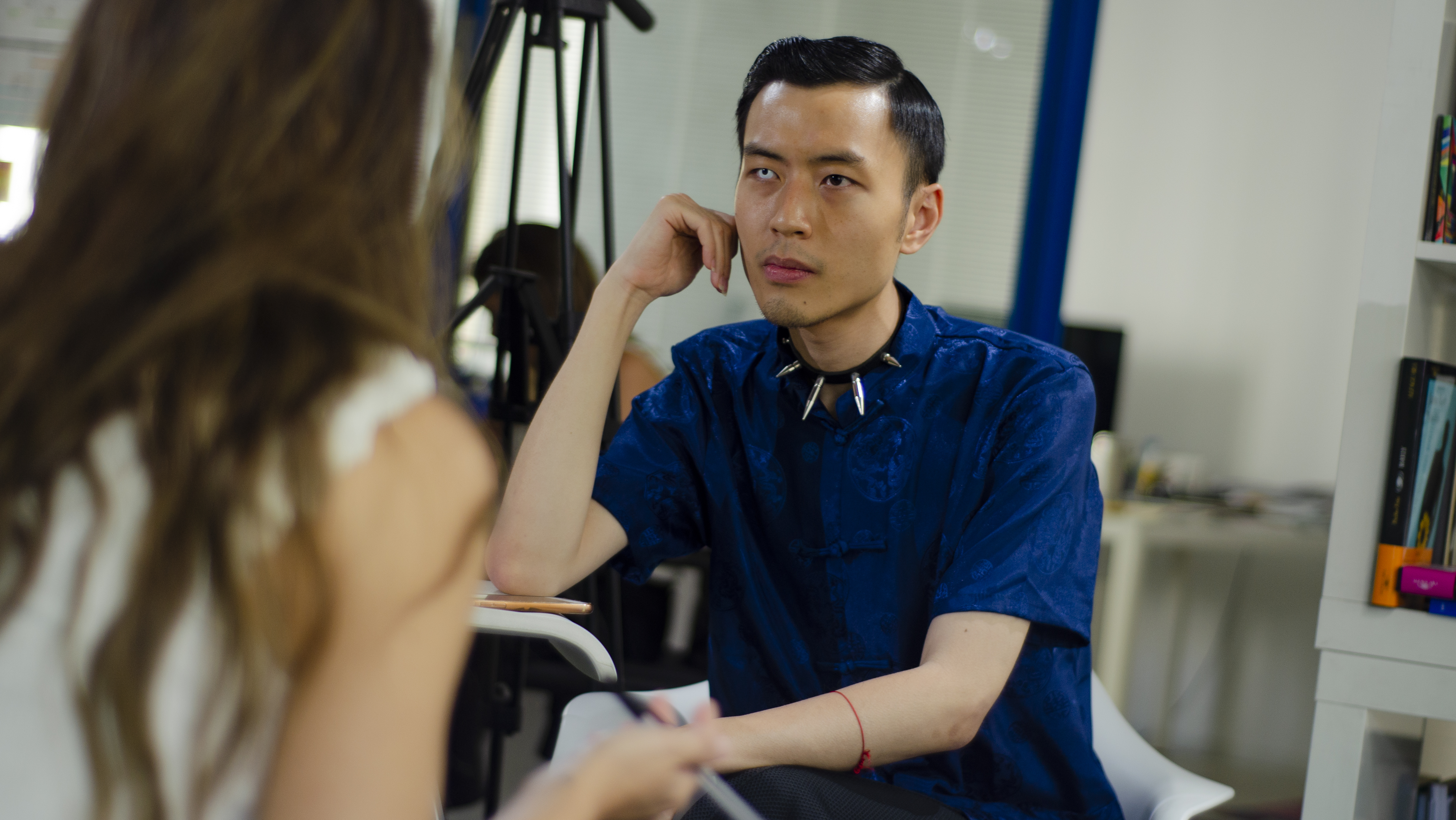
Chenta Tsai Tseng, uno de los activista de #Nosoyunvirus en el mundo hispano.

Un bar de Huelva no dejó entrar a cinco estudiantes chinos de la Universidad de Huelva por su origen asiático. Los establecimientos chinos de Usera, un distrito de Madrid, se vieron tan afectados por la psicosis de coronavirus que tuvieron que cerrar hasta nuevo aviso. En Valladolid y Mijas hubo altercados por la presencia de ciudadanos chinos en un extraño estado de salud y a los que rápidamente se acusó de propagar coronavirus por la población local.
El Gobierno de España condenó «cualquier acto de xenofobia» contra la comunidad china, pidiendo «mesura y tranquilidad», y por último expresando que la inmigración china en España «está perfectamente integrada dentro de nuestras costumbres y forma de entender la vida». El responsable de negocios de la embajada china en España, Yao Fei, en una rueda de prensa agradeció la labor del gobierno español y enfatizó que «el enemigo común no son los chinos, sino el coronavirus».
El cantante y activista LGBT español de ascendencia taiwanesa Chenta Tsai Tseng, conocido por su apodo Putochinomaricón,  publicó en su cuenta de Instagram varias imágenes donde luce el lema I am not a virus (en español, No soy un virus).
Thomas Siu, profesor de idiomas de origen chino-estadounidense, fue agredido en la estación de Embajadores en Madrid. Dos hombres lo insultaron relacionándolo con el COVID-19 y lo agredieron brutalmente cuando les contestó.

### Francia
El periódico francés Le Courrier Picard presentó a una mujer asiática con una máscara en su portada el 26 de enero de 2020 con un titular «Alerta amarilla». El documento también tituló un editorial «Un nuevo peligro amarillo». La publicación provocó la condena de los asiáticos franceses que iniciaron el hashtag #JeNeSuisPasUnVirus (que se traduce como No soy un virus).
Muchas personas franco-vietnamitas también están sujetas a hostigamiento. Una estudiante franco-vietnamita llamada Héloïse informó que el hostigamiento racista hacia ella y las personas de Asia Oriental existía antes y que solo se había vuelto más intenso desde el brote del coronavirus de Wuhan. Contó que la gente le gritaba «sushi», «nem», «manga» y «¡no te acerques a esa chica vietnamita si no quieres enfermarte!» mientras la rodean y huyen.
Los residentes surcoreanos de Francia también han informado de una mayor animosidad hacia ellos.
Algunos ciudadanos japoneses han informado un aumento en los incidentes de sentimiento antijaponés, como recibir burlas en la calle y ser rechazados por el servicio de taxi. Una actriz japonesa que trabajaba para la compañía francesa Louis Vuitton recibió una serie de comentarios relacionados con el coronavirus en la página de Instagram de la compañía, que la compañía luego eliminó.

### Finlandia
Los finlandeses de origen asiático informaron que reciben apodos relacionado con la epidemia, así como burlas, aislamiento y hostigamiento.

### Filipinas

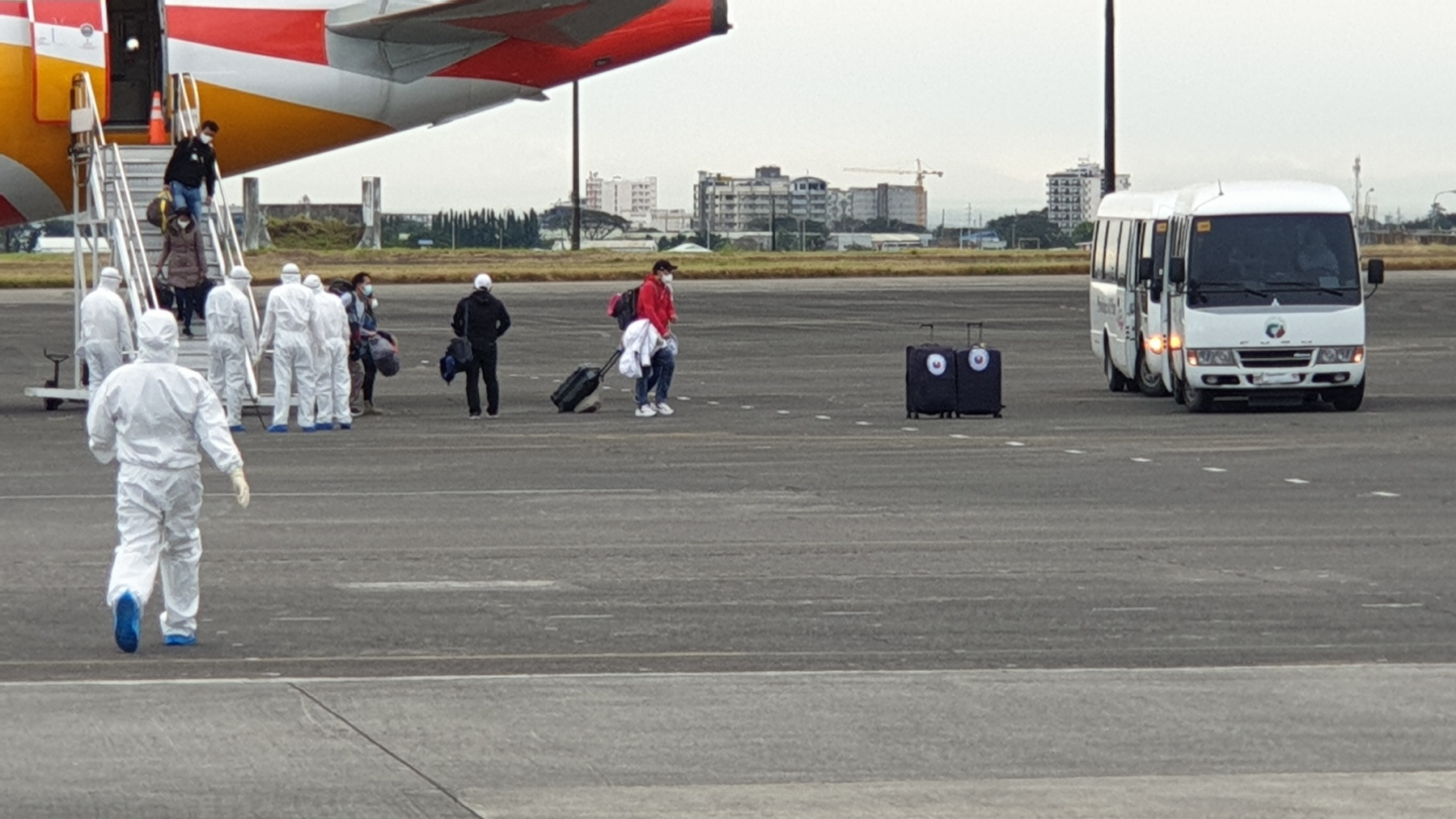
Repatriación de filipinos de la República Popular China.

Varios grupos de defensa sino-filipinos han advertido que el racismo contra la comunidad china ha aumentado después del inicio del brote. La Federación de Cámaras de Comercio e Industria de China filipina, Inc., y el Sindicato del Congreso de Filipinas han condenado la propaganda antichina con vínculos con el virus. En la Universidad Adamson de Manila hubo una reacción violenta en línea por ordenar a todos sus estudiantes chinos que se pusieran en cuarentena en medio del nuevo brote de coronavirus.
El presidente Rodrigo Duterte ha hecho llamamientos al público para que dejen de discriminar a cualquiera que tenga ascendencia china.

### México
El Gobierno de México, ante la noticia de un presunto caso de coronavirus en Tamaulipas, pidió mantener la calma y no generar pánico entre la población. Asimismo, la Universidad Nacional Autónoma de México pidió no extender noticias falsas que solo crean xenofobia contra la población china en el país.
La actriz y política Carmen Salinas declaró que los chinos «fueron castigados por tragones» y que el COVID-19 fue ocasionado por «consumir perros y gatos». Más tarde, la embajada de la República Popular China en México la acusó de ignorante, además de considerar sus declaraciones como «racistas y fuera de lugar». Tiempo después, la mexicana se disculpó y manifestó que «no fue su intención ofender a nadie».

### Países Bajos
El medio de noticias neerlandés NOS ha informado de que en muchas de sus publicaciones en Facebook e Instagram sobre el coronavirus ha habido muchos «comentarios racistas, discriminatorios o contra chinos». Los residentes de ascendencia asiática informaron de que fueron tildados de transmitir el coronavirus durante su viaje, en el supermercado o en la escuela. El youtuber neerlandés Hanwe, de ascendencia china, publicó en Instagram que el virus «no es excusa para ser racista» y recibió una mezcla de respuestas «positivas y negativas». Entre las últimas, hubo comentarios como «todos deberían irse, o todos morirán» o «es tu culpa por comer ratas».
El DJ de radio neerlandés Lex Gaarthuis presentó una canción de Carnaval llamada Voorkomen is beter dan Chinezen (Es mejor prevenir que comer comida china) en el canal de radio nacional Radio 10 bajo su alter ego Toon, que incluía las letras «No queremos el virus en nuestro país, todo es causado por estos apestados chinos» y «No comas comida china». Después de que se emitieron muchas quejas contra el canal de radio y DJ Lex Gaarthuis principalmente de la comunidad china en los Países Bajos, ambos se disculparon más tarde (con Gaarthuis diciendo que la canción debía ser satírica pero había superado su marca). Se hizo una petición en protesta por el racismo contra los chinos y otras personas de ascendencia asiática llamada Wij zijn geen virussen (No somos un virus), que se firmó 12.000 veces en un día.
Un grupo de estudiantes chinos que viven en un campus de estudiantes de la Universidad de Wageningen descubrieron que su piso había sido destrozado. Los daños incluyen una bandera de la República Popular China desgarrada en una de las puertas del estudiante, un elevador lleno de heces y orina y paredes con garabatos en inglés como «Chinos muertos» y «Coronachinos». La policía declaró que estaba investigando el incidente, pero hasta la fecha no se encontraron sospechosos.

### Perú
En la ciudad de Cusco, a dos personas de origen chino se les negó el acceso a un hotel y después de una discusión sufrieron una agresión.[cita requerida]

### Hong Kong
Tenno Ramen, un restaurante de fideos japoneses de Hung Hom, se negó a servir a los clientes de China continental. El restaurante se justificó con un mensaje de Facebook: «Queremos vivir más y proteger a los clientes locales. Disculpe».

### Indonesia
Se organizó una manifestación frente a un hotel en Bukittinggi, rechazando la visita de turistas del sur de China que se quedaron allí por temor al coronavirus. Los manifestantes exigieron que los turistas se aislaran en un aeropuerto y mostraron desconfianza sobre las herramientas de detección en los aeropuertos. El incidente terminó después de que la policía garantizara que los turistas se quedarían en el hotel hasta el día siguiente, cuando los turistas se retirarían de la ciudad. En Ranai, islas Natuna, cientos de residentes protestaron contra la cuarentena de indonesios que regresaban de Wuhan a la isla.

### India
El clérigo islámico indio Ilyas Sharafuddin dijo en un discurso de audio que el brote de coronavirus fue un «castigo de Alá en China por maltratar a los musulmanes uigures». Ilyas en su mensaje también expresó que «ellos [los chinos] amenazaron a los musulmanes e intentaron destruir la vida de 20 millones de musulmanes. Los musulmanes fueron obligados a beber alcohol, sus mezquitas fueron destruidas y su Libro Sagrado fue quemado. Pensaron que nadie puede desafiarlos, pero Alá el más poderoso los castigó». Añadió que «los romanos, los persas y los rusos que eran arrogantes y se oponían al Islam» fueron destruidos por Alá.

### Italia
La Repubblica informó que el director del prestigioso conservatorio de música de Santa Cecilia de Roma, Roberto Giuliani, suspendió las lecciones de todos los «estudiantes orientales (coreanos, chinos, japoneses, con los coreanos el mayor grupo afectado)» debido a la epidemia, aunque la mayoría de los estudiantes son inmigrantes de segunda generación.
Según el Washington Post, las personas, especialmente de Corea del Sur y China, han experimentado más burlas y discriminación. Las publicaciones de un bar de los alrededores de la Fontana di Trevi de Roma tenían un letrero que no permitía la entrada de nadie proveniente de China a su establecimiento. La alcaldesa de Roma, Virginia Raggi, hizo una petición: «Basta de psicosis y alarmismo, escuchemos solo las indicaciones y las opiniones de las autoridades sanitarias».

### Japón
En Japón, el hashtag #ChineseDon'tComeToJapan ha estado en tendencia en Twitter.
Un servidor de un restaurante de Itō, ciudad japonesa de la península de Izu, al sur de Tokio, fue grabado gritando a una turista «¡China! ¡Fuera!». La mujer, de origen chino, salió inmediatamente del restaurante.
Una tienda de confitería de Hakone, en la prefectura de Kanagawa, colocó un letrero que decía: «¡No se permiten chinos!», incitando a los internautas chinos a boicotear la tienda.

### Malasia
Una petición que pedía que se prohibiera la entrada de ciudadanos de China al país afirmaba que «El nuevo virus está ampliamente extendido en todo el mundo debido a su estilo de vida antihigiénico». La petición fue firmada por casi 500.000 personas en una semana.

### Nueva Zelanda
El diputado Raymond Huo señaló que hubo incidentes de abuso racial hacia la comunidad china del país. Más de 18.000 personas firmaron una petición en línea para evitar que gente de China entrase al país. En la Región de Canterbury se envió un correo electrónico a los padres de un estudiante de origen chino: «Nuestros niños kiwi no quieren estar en la misma clase que sus espantosos propagadores de virus».

### Singapur
Un singapurense inició una petición en línea instando al gobierno de Singapur a prohibir temporalmente que ciudadanos chinos y viajeros de China ingresen al país insular. La petición fue firmada por 125.000 singapurenses.
El Ministerio del Interior (MHA) ordenó una investigación contra un maestro islámico llamado Abdul Halim Abdul Karim, luego de decir en Facebook que el brote de coronavirus fue «una retribución de Alá contra los chinos por su tratamiento opresivo de los musulmanes uigures en Xinjiang». En una publicación separada, Karim afirmó que los chinos no se lavan bien después de defecar y no eran tan higiénicos como los musulmanes, lo que hace que el virus se propague. El ministro de Asuntos Internos y Derecho, K. Shanmugam, criticó los comentarios como «tontos», «xenófobos» y «completamente racistas» y es «bastante inaceptable para cualquiera, y mucho menos para alguien que se supone que es un maestro religioso». El Consejo Religioso Islámico de Singapur (MUIS) dijo estar al tanto de la publicación, que «expresa puntos de vista que no representan a la comunidad musulmana» y estaba investigando el asunto. En respuesta, el Sr. Abdul Halim dijo que su publicación de Facebook escrita en malayo, no tenía la intención de ser racista y no estaba dirigida a «ninguna raza en particular».

### Reino Unido
Las empresas chinas del Reino Unido, incluido el ajetreado segmento chino de comida para llevar y las empresas de Chinatown (Londres) registraron una reducción significativa de clientes tras el brote de coronavirus en comparación con las elevadas ventas habituales relacionadas con las celebraciones del Año Nuevo chino, debido al temor al coronavirus y su propagación a través de alimentos o prácticas de trabajo antihigiénicas que presuntamente tiene todo los comercios asiáticos. En todo el Reino Unido se registró un aumento de abuso racista contra gente de origen asiático directamente relacionado con el brote de coronavirus. En Londres, un estudiante de la Royal Holloway University recibió insultos de pasajeros del tren en la estación Clapham Junction, mientras que se informó de un incidente similar por los pasajeros en el metro de Londres; en general, hubo un aumento generalizado de sentimiento antichino en todo el transporte público.
También hubo varios informes de abuso xenófobo en las escuelas, con niños de ascendencia asiática que se convirtieron en víctimas de acoso y alienación en el patio de recreo como resultado del brote. El 30 de enero de 2020, un estudiante de posgrado que caminaba solo con mascarilla por West Street, en el centro de Sheffield, hacia la Universidad de Sheffield, fue abusado verbalmente y empujado por tres personas.
Los niños chinos están siendo excluidos de las escuelas en contra del consejo de las autoridades médicas como Public Health England y el NHS. Incluso se les excluyó de actividades deportivas y sociales como la clase de rugby con la excusa de proteger a los niños de los comentarios negativos hechos por otros miembros del club. En realidad, se excluía a los niños chinos por el pánico de las familias al virus chino.
El futbolista Dele Alli, del Tottenham Hotspur, publicó un vídeo en Snapchat llevando mascarilla mientras se burlaba de un hombre asiático sentado cerca de él en Dubái sobre el brote de coronavirus. Más tarde pidió disculpas por su comportamiento.